# Оксяшор
Оксяшор (устар. Окся-Шор) — река в Приуральском районе Ямало-Ненецкого АО. Устье находится в 7 км по правому берегу реки Большой Ханмей. Длина реки 12 км.

## Данные водного реестра
По данным государственного водного реестра России относится к Нижнеобскому бассейновому округу, водохозяйственный участок реки — Обь от впадения реки Северная Сосьва до города Салехард, речной подбассейн реки — бассейны притоков Оби ниже впадения Северной Сосьвы. Речной бассейн реки — (Нижняя) Обь от впадения Иртыша.